# Evoluční přístup v ekonomii
Evoluční přístup v ekonomii je vědecký přístup, který se v současnosti nabývá na významu, a to především v teorii peněz a v měnových systémech. Tento směr je velmi populární zejména v USA, ale velmi rychle šíří i za hranice této země. Impulsem k šíření byla především měnová krize roku 2008, která ukázala slabiny současných mainstreamových teorií.

## Základy evolučního přístupu
Autorem evoluční teorie je Charles Darwin, jenž v 19. století přišel na to, že organismy se pomalu a postupně mění a vyvíjí. Svou teorii opíral o přírodní výběr.
Obecný darwinismus je vědecký přístup, který slouží k analýze vývoje komplexních systémů, což jsou systémy obsahující různorodé entity (buňky, lidé, státy), jež interagují mezi sebou a s okolním prostředím.
Používá k tomu tři principy: variaci, selekci a dědičnost.
- variace – říká, že entity se ve svých základních vlastnostech podobají, ale zároveň se v některých aspektech liší
- selekce – díky omezeným zdrojům mezi sebou vedou jednotlivé entity boj o přežití, přičemž některé se přizpůsobí lépe a některé hůře
- dědičnost – jelikož předpokládáme, že život entit není nekonečný, je potřeba nějaký způsob, jak zajistit předávání informací dalším generacím

## Ekonomie
Zatímco drtivá většina dnes v ekonomii používaných teorií, směřuje k nějakému cíli, ať už je to stav rovnováhy, či maximalizaci užitku či jiné proměnné, evoluční teorie žádný cíl nemá. Tvrdí, že vědecké poznání žádný předem určený cíl mít nemůže.
Mainstreamovou teorií o vzniku a vývoji peněz je monetaristická teorie Carla Mengera. Tato teorie říká, že peníze vznikly z původní barterové ekonomiky. S tím, jak bylo čím dál tím problematičtější uspokojit dvojitou shodu potřeb, neboli najít člověka, jenž je ochoten směnit svůj statek s mým, se postupně jako prostředek směny začaly používat drahé kovy v podobě mincí.

## Evoluční teorie peněz
Závažným problémem monetaristické teorie peněz je, že neexistují důkazy, že by někdy někde barter existoval, a tedy, že by se peníze samovolně vyvinuly z něj. Jediný dokázaný barter probíhal mezi komunitami, které nespadaly pod stejnou politickou autoritu. Evoluční teorie peněz zdůrazňuje roli peněz jako zúčtovací jednotky, nikoli prostředku směny. Důvodem pro toto tvrzení je, že první peníze, jež vznikly v Sumeru okolo roku 3000 př. n. l. nebyly používány jako běžné platidlo, ale pouze jako účetní vyjádření dluhu, který byl pak splácen ve zboží.
Evoluční teorie peněz tedy vychází z předpokladu, že peníze jsou vyjádřením hodnoty závazku (dluhu) a mají hodnotu jen do té doby, dokud je závazek vynutitelný. Peníze jsou v první řadě měřítko hodnoty, ostatní funkce jsou odvozené a jejich důležitost se v čase mění. Důležitým prvkem pro vznik peněz je stát nebo obecně nějaká autorita, která garantuje hodnotu peněz. Nejčastějším způsobem této garance je to, že daná autorita si vynucuje placení daní a jiných poplatků právě v penězích.
Pokud by autorita nevynucovala placení daní v penězích, lidé by je nikdy nepoužívali, protože by k nim neměli důvěru. Starověké a středověké obyvatelstvo mezi sebou obchodovalo jen v úzkých komunitách, které se navzájem znaly, a obchod zde probíhal pomocí vzájemné solidarity, kdo měl něco navíc, tak to poskytl druhým s tím, že pokud měl něčeho nedostatek, tak mu zase pomohli druzí. Toto se netýkalo cizinců a obecně osob, které nebyly důvěryhodné a které komunita neznala.

## Peníze
Je důležité zmínit, že evoluční teorie nepovažuje za peníze jen drahé kovy, ale také různé druhy věcí, které sloužily jako platidlo, které vyjadřovaly závazky.
Byly to například:
- hliněné tabulky – používaly se v Sumeru a sloužily právě k zaznamenání dluhu

- tally sticks – používaly se dlouhou dobu v Anglii

- dřevěné hůlky, které se dělily na dvě části, jednu dostal věřitel, druhou dlužník, poté, co byl dluh splacen, došlo ke zničení obou částí

Drahé kovy nakonec zvítězily díky tomu, že se ukázaly být jako nejvhodnější řešení, a to díky své trvanlivosti, možnosti standardizace, přenositelnosti a lehké dělitelnosti.